# Bergedorf-Geesthachter Eisenbahn
| Streckennummer: | 9123                               |                                           |                                           |
| Kursbuchstrecke (DB): | 110c                               |                                           |                                           |
| Kursbuchstrecke: | 93d (1934) 100m (1939) 110c (1946) |                                           |                                           |
| Streckenlänge: | 14,169 km                          |                                           |                                           |
| Spurweite: | 1435 mm (Normalspur)               |                                           |                                           |
| |                                    |                                           |                                           |
| \| \| \| von Aumühle / Berlin \| \| \| \| 0,000 \| Hamburg-Bergedorf \| Hamburg-Bergedorf \| \| \| \| nach Hamburg Hbf \| \| \| \| -0,112 \| nach / von Hamburg Hbf \| nach / von Hamburg Hbf \| \| \| 0,460 \| Hamburg-Bergedorf Gbf \| Hamburg-Bergedorf Gbf \| \| \| \| \| \| \| \| 1,079 \| Schleusengraben \| Schleusengraben \| \| \| 1,576 \| Hamburg-Bergedorf Süd \| Hamburg-Bergedorf Süd \| \| \| 2,409 \| nach Zollenspieker \| nach Zollenspieker \| \| \| 2,890 \| Brookwettern \| Brookwettern \| \| \| 3,665 \| Holtenklinke \| Holtenklinke \| \| \| 5,450 \| Landesgrenze Hamburg – Schleswig-Holstein \| Landesgrenze Hamburg – Schleswig-Holstein \| \| \| 6,225 \| Börnsen \| Börnsen \| \| \| 7,465 \| Dalbekschlucht (nur Ausflugsverkehr) \| Dalbekschlucht (nur Ausflugsverkehr) \| \| \| 7,521 \| Dalbek \| Dalbek \| \| \| 8,855 \| Escheburg \| Escheburg \| \| \| 10,410 \| Bundesstraße 404 \| Bundesstraße 404 \| \| \| 11,420 \| Besenhorst \| Besenhorst \| \| \| \| Anschluss Pulverfabrik Düneberg bis 1921 \| \| \| \| \| von Zollenspieker \| \| \| \| 12,968 \| Düneberg \| Düneberg \| \| \| 13,355 \| Anschluss Pulverfabrik Düneberg \| Anschluss Pulverfabrik Düneberg \| \| \| 13,854 \| Geesthacht \| Geesthacht \| \| \| \| Anschluss Geesthachter Hafen \| \| \| \| 14,0570,055 \| Streckenende \| Streckenende \| \| \| \| Krümmelbahn nach Krümmel \| \| |                                    |                                           |                                           |
| Strecke · Strecke |                                    | von Aumühle / Berlin                      | von Aumühle / Berlin                      |
| S-Bahnhof · Bahnhof | 0,000                              | Hamburg-Bergedorf                         | Hamburg-Bergedorf                         |
| Strecke nach rechts · Strecke |                                    | nach Hamburg Hbf                          | nach Hamburg Hbf                          |
| Abzweig quer und von rechts · Abzweig ehemals geradeaus und nach rechts | -0,112                             | nach / von Hamburg Hbf                    | nach / von Hamburg Hbf                    |
| Dienststation / Betriebs- oder Güterbahnhof · Strecke (außer Betrieb) | 0,460                              | Hamburg-Bergedorf Gbf                     | Hamburg-Bergedorf Gbf                     |
| Verschwenkung nach links · Verschwenkung nach rechts (Strecke außer Betrieb) |                                    |                                           |                                           |
| Brücke über Wasserlauf | 1,079                              | Schleusengraben                           | Schleusengraben                           |
| Bahnhof | 1,576                              | Hamburg-Bergedorf Süd                     | Hamburg-Bergedorf Süd                     |
| Abzweig geradeaus und ehemals nach rechts | 2,409                              | nach Zollenspieker                        | nach Zollenspieker                        |
| Brücke über Wasserlauf | 2,890                              | Brookwettern                              | Brookwettern                              |
| Bahnhof | 3,665                              | Holtenklinke                              | Holtenklinke                              |
| Grenze | 5,450                              | Landesgrenze Hamburg – Schleswig-Holstein | Landesgrenze Hamburg – Schleswig-Holstein |
| Bahnhof | 6,225                              | Börnsen                                   | Börnsen                                   |
| ehemaliger Haltepunkt / Haltestelle | 7,465                              | Dalbekschlucht (nur Ausflugsverkehr)      | Dalbekschlucht (nur Ausflugsverkehr)      |
| Brücke über Wasserlauf | 7,521                              | Dalbek                                    | Dalbek                                    |
| Bahnhof | 8,855                              | Escheburg                                 | Escheburg                                 |
| Strecke mit Straßenbrücke | 10,410                             | Bundesstraße 404                          | Bundesstraße 404                          |
| Bahnhof | 11,420                             | Besenhorst                                | Besenhorst                                |
| Abzweig geradeaus und ehemals nach rechts |                                    | Anschluss Pulverfabrik Düneberg bis 1921  | Anschluss Pulverfabrik Düneberg bis 1921  |
| Abzweig geradeaus und ehemals von rechts |                                    | von Zollenspieker                         | von Zollenspieker                         |
| Bahnhof | 12,968                             | Düneberg                                  | Düneberg                                  |
| Abzweig geradeaus und ehemals nach rechts | 13,355                             | Anschluss Pulverfabrik Düneberg           | Anschluss Pulverfabrik Düneberg           |
| Bahnhof | 13,854                             | Geesthacht                                | Geesthacht                                |
| Abzweig geradeaus und ehemals nach rechts |                                    | Anschluss Geesthachter Hafen              | Anschluss Geesthachter Hafen              |
| Kilometer-Wechsel | 14,0570,055                        | Streckenende                              | Streckenende                              |
| Strecke |                                    | Krümmelbahn nach Krümmel                  | Krümmelbahn nach Krümmel                  |

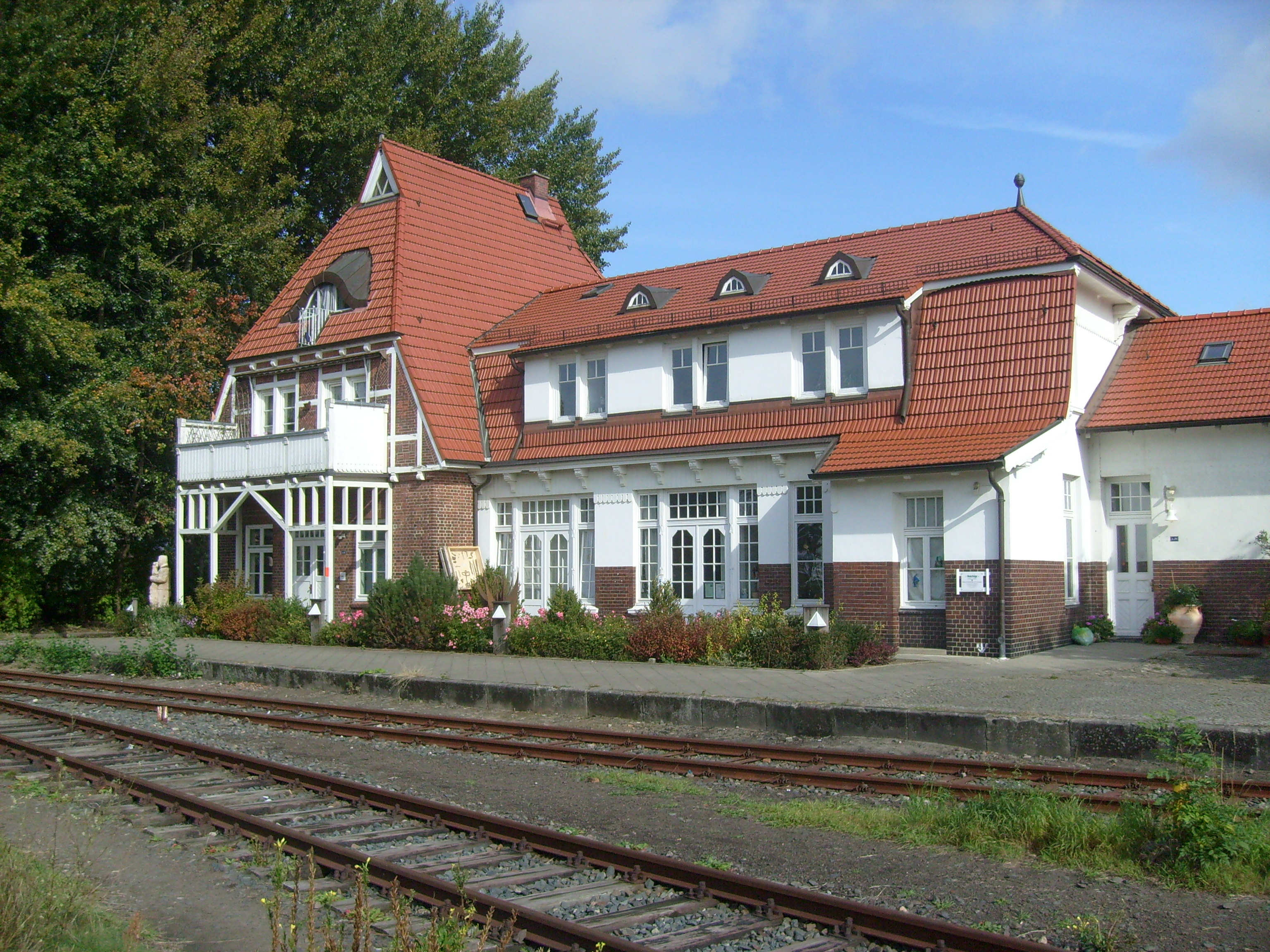
Früherer Bahnhof Hamburg-Bergedorf Süd (September 2008)

Die Bergedorf-Geesthachter-Eisenbahn AG (B.G.E.) war eine Eisenbahngesellschaft im Norden Deutschlands, die seit 1907 normalspurige Kleinbahnstrecken und ab Mai 1926 als Verkehrsunternehmen auch Omnibuslinien betrieb.
Betrieben wurden die Eisenbahnstrecke Bergedorf–Geesthacht, die Vierländer Bahn und die Hamburger Marschbahn in den Vier- und Marschlanden, sowie die Billwerder Industriebahn. Am 1. September 1953 übernahm die BGE die Verkehrsbetriebe des Kreises Stormarn (VKSt), die die Südstormarnsche Kreisbahn und einige Omnibuslinien im Süden des Kreises Stormarn betrieben. Am 7. April 1954 entstand aus der BGE das neue Verkehrsunternehmen Verkehrsbetriebe Hamburg-Holstein AG (VHH), die den restlichen Betrieb der Eisenbahn zunächst weiterführte und 1956 an die AKN abgab. Danach führte die VHH nur den Busbetrieb der beiden Vorgängerunternehmen weiter und baute ihn immer weiter aus.

## Bahnstrecke Hamburg-Bergedorf – Geesthacht

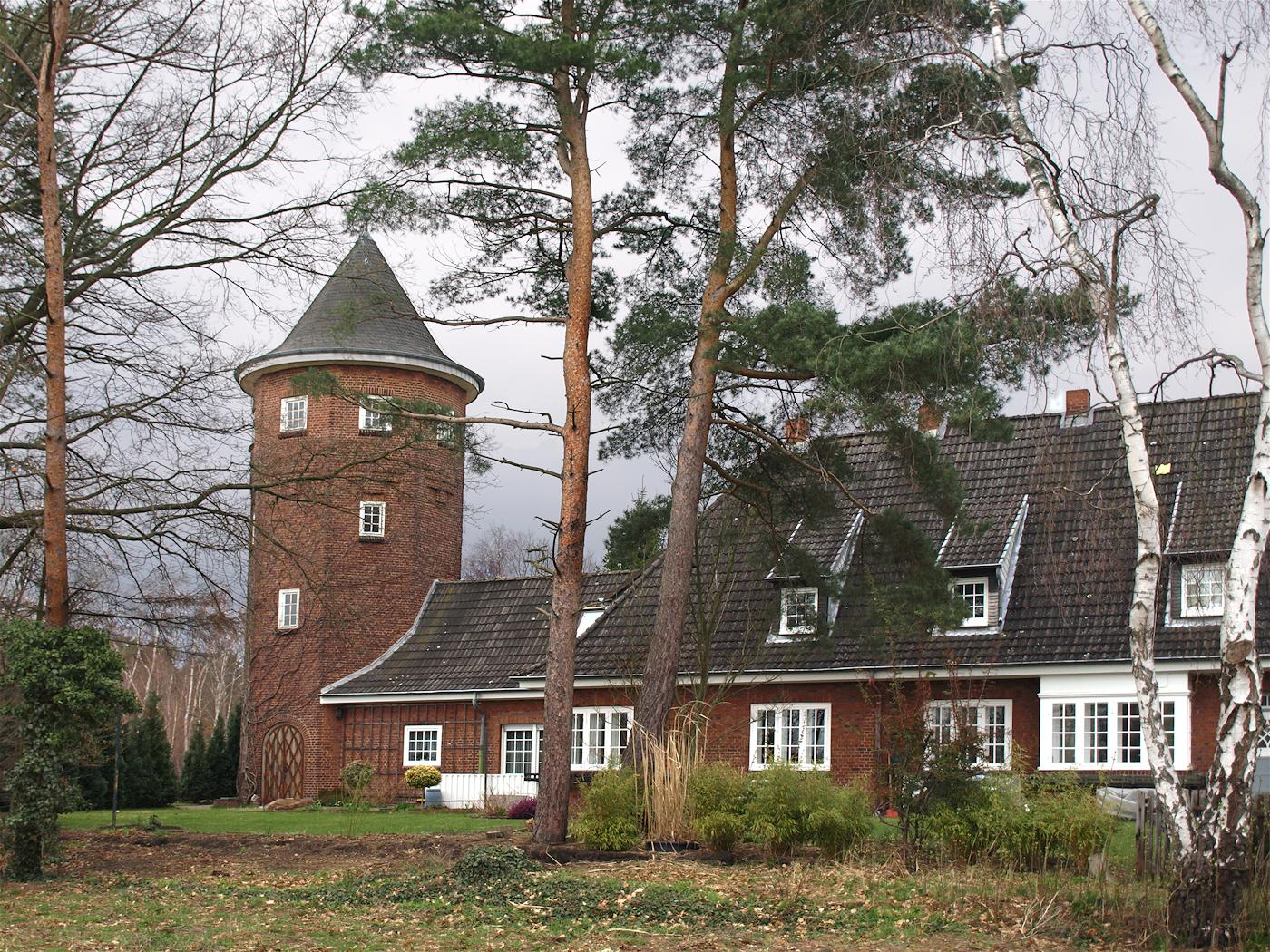
Bahnwasserturm und Arbeiterhaus in Geesthacht

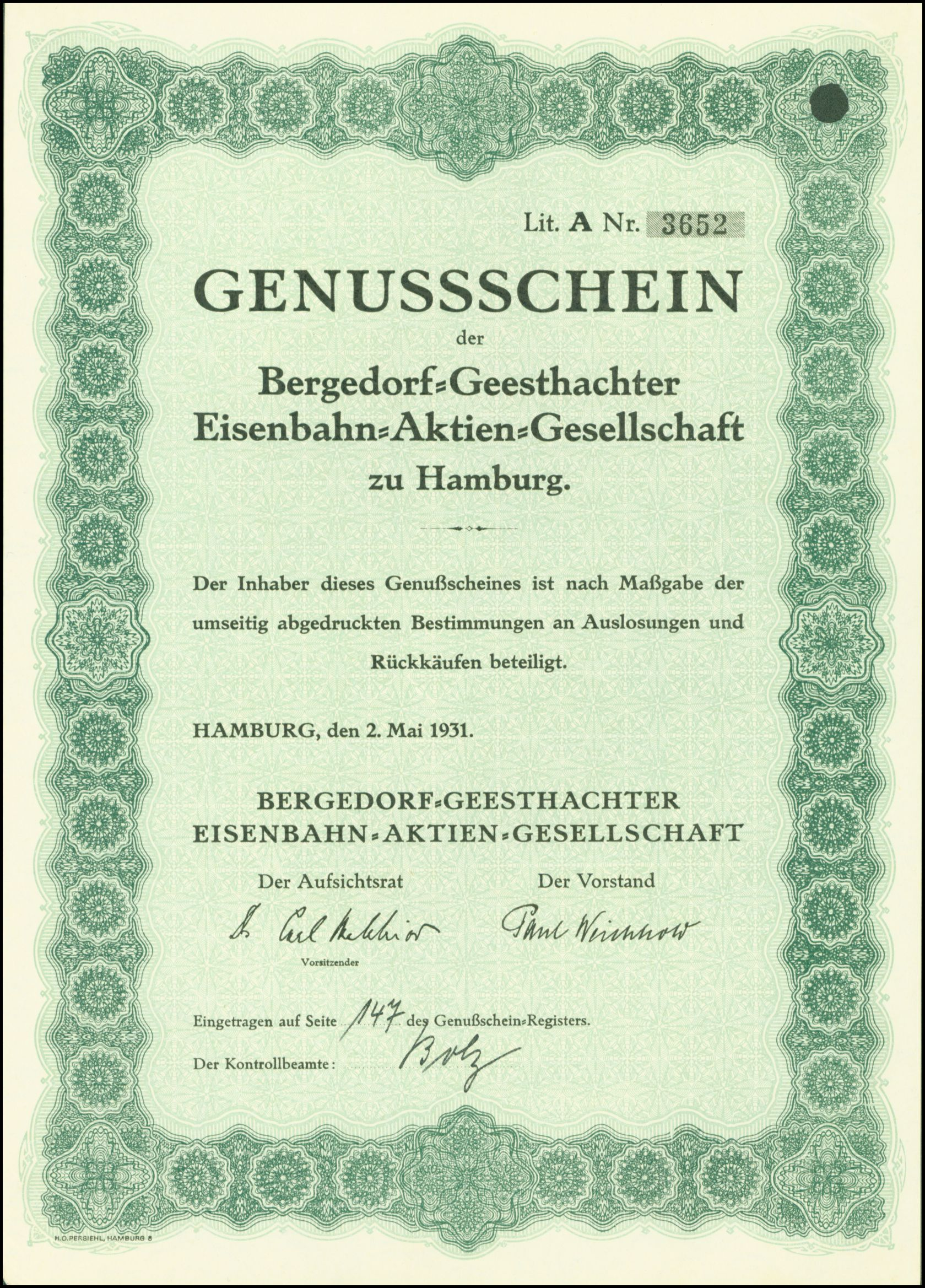
Genussschein der Bergedorf-Geesthachter Eisenbahn-AG vom 2. Mai 1931

Die Bergedorf-Geesthachter-Eisenbahn AG erschloss mit drei normalspurigen Kleinbahnstrecken die Vier- und Marschlande am rechten Ufer der Elbe im südöstlichen Teil Hamburgs, wo Blumen-, Obst- und Gemüseanbau vorherrschten. Die Verbindung zwischen den Hamburger Stadtteilen Bergedorf und Geesthacht, das bis 1937 zu Hamburg gehörte, wurde am 20. Dezember 1906 zunächst provisorisch eröffnet. Der vollständige Personen- und Güterverkehr auf der knapp 14 Kilometer langen Strecke, die teilweise über preußisches Gebiet führte, von Bergedorf Staatsbahnhof (heute Bahnhof Hamburg-Bergedorf) in südwestlicher Richtung über eine Kurve weiter in östlicher Richtung zum Bahnhof Bergedorf Süd und dann weiter über die Stationen Holtenklinke, Börnsen, Escheburg, Besenhorst und Düneberg nach Geesthacht wurde erst am 1. Mai 1907 aufgenommen.
Am 1. April 1912 kam als zweite Strecke die Vierländer Eisenbahn vom Bahnhof Bergedorf Süd über Curslack-Neuengamme – Kirchwärder Nord (heute: Kirchwerder) nach Zollenspieker mit 10,85 km Länge hinzu. In Düneberg und in Krümmel bei Geesthacht wurden Gleisanschlüsse zu den dort ansässigen großen Sprengstoff- und Pulverfabriken angelegt, darunter im Jahr 1916 die sechs Kilometer lange „Krümmelbahn“ zu dem von Alfred Nobel gegründeten Werk der Dynamit AG in Krümmel. Auf dieser Strecke wurden während der beiden Weltkriege beachtliche Mengen von kriegswichtigen Gütern und Arbeitskräfte befördert; im Volksmund wurde diese als „Pulverbahn“ bezeichnet.
Mit dem Ende des Ersten Weltkrieges gingen die Transportleistungen schnell zurück. Um die zahlreichen Arbeitslosen zu beschäftigen, ließ die Stadt Hamburg die schon früher geplante Hamburger Marschbahn erbauen und abschnittsweise eröffnen. Den Betrieb führte von Anfang an die BGE. Er begann am 12. Mai 1921 mit der Teilstrecke von Düneberg über Altengamme–Krauel nach Fünfhausen. In Zollenspieker Querweg mündete sie in die Vierländer Eisenbahn zum Kopfbahnhof Zollenspieker ein, den sie in Gegenrichtung wieder verließ. 1923 war Ochsenwärder (heute: Ochsenwerder), 1926 Tatenberg und 1927 nach 33 Kilometer Fahrt Moorfleth erreicht, wo an der Station Billwärder-Moorfleth (heute: Billwerder-Moorfleet) eine Umsteigemöglichkeit in die Vorortzüge der Reichsbahnstrecke Hamburg–Büchen bestand. Die Anzahl der Fahrgäste war nicht so groß wie erwartet, und die Deutsche Reichsbahn hatte den Betreibern die Pacht für das Grundstück, auf dem der Endbahnhof Bergedorf steht, gekündigt. Die so entstandenen Finanzprobleme sollten durch die Ausgabe neuer Aktien direkt an die Hamburger Regierung gelöst werden, das Grundkapital sollte auf sechs Millionen Mark steigen. Ob die Generalversammlung der Gesellschaft einen solchen Beschluss gefasst hat, ist nicht bekannt.
Innerhalb des Zeitraums zwischen 1928 (ab hier nachweisbar) und 1960 wurden die Gleise des Bahnhofs Bergedorf Süd bis etwa einen Kilometer westlich zu einer ausgedehnten Gütergleisanlage weitergeführt, die im weiteren Verlauf direkten Anschluss an die Eisenbahntrasse in Richtung Hamburg haben. Die Verbindungskurve zum Bahnhof Hamburg-Bergedorf wurde erst später entfernt.

## Die Billwerder Industriebahn
Von Moorfleth bestand ab 1926/1927 eine Gleisverbindung über Billbrook zum Bahnhof Tiefstack. Güterzüge gingen von dort in den Verschiebebahnhof Hamburg-Rothenburgsort über. Die ursprüngliche 4 Kilometer lange Strecke Tiefstack–Billbrook–Schiffbek-Kirchsteinbek (später: Billstädt, heute: Billstedt) war am 1. August 1907 von der Billwärder Industriebahn in Betrieb genommen worden; ab 17. Dezember 1907 fuhren auf ihr auch die Personenzüge der Südstormarnschen Kreisbahn von Trittau kommend bis Tiefstack. Später endeten die Züge der Marschbahn in Billbrook. Die Billwärder Industriebahn ist am 21. Oktober 1921, die staatliche Hamburger Marschbahn 1942 von der BGE übernommen worden. Deren Aktien waren im Laufe der Jahre aus Privatbesitz fast hundertprozentig auf den Staat Hamburg übergegangen.

## Streckenführung der Eisenbahnen
BGE: Hamburg-Bergedorf (Kleinbahnhof) – Hamburg-Bergedorf Süd – Holtenklinke – Börnsen – Escheburg – Besenhorst – Düneberg West (wurde um 1918 an den Zufahrtsgleisen zur Sprengstofffabrik errichtet) – Düneberg – Geesthacht
Vierländer Bahn: Bergedorf – Curslack-Neuengamme (ab 1942 Zweiggleis ins KZ Neuengamme) – Zollenspieker
Hamburger Marschbahn: Billwerder-Moorfleet – Zollenspieker – Krauel – Geesthacht (auch „Marschlandbahn“ genannt)
Krümmelbahn: Geesthacht – Fährstraße (Bedarfshaltepunkt um 1944) – Freizeitbad – Energiepark – Krümmel

## Einsatz von Omnibussen
Am 15. Mai 1926 wurde bei der BGE der Betrieb von Omnibussen als Ergänzung zum Eisenbahnbetrieb eingeführt. Die erste Linie führte von Bergedorf über Geesthacht nach Lauenburg, wobei damals die Mehrzahl der Fahrten zwischen Geesthacht und Lauenburg stattfanden. Am 3. Oktober 1926 wurde der Stadtbusverkehr in Bergedorf eingeführt; es gab zwei Stadtlinien vom Bahnhof Bergedorf: eine Ringlinie durchs Villenviertel zur Wentorfer Straße und eine über Mohnhof zur Pollhofsbrücke. Im ersten vollen Betriebsjahr 1927 wurden mit 14 Omnibussen 405.463 Fahrgäste befördert. 1929 lag die Beförderungszahl bereits bei 1.187.459, es wurden 16 Busse auf 14 Linien eingesetzt, die neben dem Stadtverkehr und den Verbindungen von Bergedorf in die Vier- und Marschlande und nach Hamburg (hier sonn- und feiertags auch Nachtfahrten) sowie nach Geesthacht und Lauenburg auch Boberg, Sande, Wentorf und Börnsen bedienten. 1930, während der Weltwirtschaftskrise, wurden auf dem Busnetz, das 13 Linien umfasste, mit 14 Fahrzeugen mit 1,2 Millionen Fahrgästen erstmals mehr Fahrgäste befördert als bei der Eisenbahn. Außerdem wurde der Reiseverkehr mit Omnibussen aufgenommen; neben Fahrten in die nähere Umgebung gab es auch Fahrten z. B. an den Rhein oder ins Vogtland.
Im Oktober 1931 bestand das Liniennetz aus folgenden Linien:
  10 Bergedorf Bf. – Mohnhof – Holtenklinke – Börnsen Bf. – Escheburg Bf. – Geesthacht, Markt (– Geesthacht Bf.) (nur Einzelfahrten)
  20 Geesthacht Bf. – Markt – Grüner Jäger – Grünhof (– Tesperhude) / – Schnakenbek – Lauenburg
  30 Bergedorf Bf. – Schiefe Brücke – Kirchwärder Landweg – Hove – Zollenspieker
  40 Bergedorf Bf. – Mohnhof – Achterschlag – Curslack Bf.
  50 Stadtverkehr Bergedorf
  60 Bergedorf Bf. – Mohnhof – Holtenklinke – Borghorst – Altengamme (– Neuengammer Hinterdeich)
  70 Bergedorf Bf. – Heckkathen – Nettelnburg – Allermöhe
  80 Bergedorf Bf. – Schiefe Brücke – Kirchwärder – Hove – Zollenspieker
  90 Hamburg Hbf. (Steintorweg) – Rothenburgsort Bf. – Billbrook Bf. – Rote Brücke – Billwärder Billdeich – Boberg (Süd) – Heckkathen – Bergedorf Bf. (nur Einzelfahrten werktags)
100 Hamburg Hbf. (Steintorweg) – Rothenburgsort – Moorfleth Bf. – Tatenberg – Ochsenwärder – Fünfhausen – Hove – Zollenspieker – Krauel
110 Lauenburg – Lütau – Wangelau (nur mittwochs und sonnabends am Nachmittag und Abend)
120 Bergedorf Bf. – Schiefe Brücke – Curslack – Neuengamme – Altengamme
130 Bergedorf Bf. – Lohbrügge – Boberg – Billstedt – Hamburg Hbf.
140 Bergedorf Bf. – Nettelnburg (1934/35)
In Bergedorf wurde der Staatsbahnhof (Bergedorf Nord) angefahren.
Außerdem gab es eine Nachtbuslinie (von Friedrich Jasper) zwischen Bergedorf, Mohnhof und Hamburg Hbf. über Sande und Billstedt.
Ab 1934 wurden auch Omnibusse mit Personenanhängern (Omnibuszüge) eingesetzt. 1938 waren 17 Omnibusse und 5 Personenanhänger im Einsatz, die 1,3 Millionen Fahrgäste beförderten.
Während des Zweiten Weltkrieges musste der Busverkehr eingeschränkt und 1944 mangels Fahrzeugen vollständig eingestellt werden. Ab Sommer 1945 konnte nach und nach wieder der Linienbetrieb aufgenommen werden. Zunächst waren nur neun Fahrzeuge einsatzbereit, die Beförderungszahl lag bei 424.021 Personen. Durch gute Kontakte zur britischen Besatzungsmacht konnten zusätzliche Fahrzeuge organisiert werden, sodass 1946 auch wieder Busverkehr angeboten werden konnte und 2.304.809 Personen befördert wurden. Damals wurde auch eine Fahrschule eingerichtet.
Laut Fahrplan vom 9. Mai 1948 wurden neben den drei Bahnlinien
- (Hamburg Hbf –) / Bergedorf Kleinbf. – Bergedorf Süd – Geesthacht
- Bergedorf Kleinbf. – Bergedorf Süd – Curslack-Neuengamme – Zollenspieker
- Hamburg-Billbrook – Billwerder-Moorfleet – Ochsenwerder – Fünfhausen – Zollenspieker (– Krauel – Altengamme – Geesthacht)

folgende Buslinien von der BGE angeboten:
10 (Hamburg Hbf. – Billstedt –) / (Bergedorf Bf. –) / Bergedorf Südbf. – Mohnhof – (Holtenklinke – Börnsen Bf. – Escheburg Bf. – Besenhorst –) Geesthacht – Grüner Jäger – Grünhof – Schnakenbek – Glüsing – Lauenburg
20 Bergedorf Bf. – Krapphofschleuse – Schiefe Brücke – Kirchwerder Landweg (– Howe – Warwisch) / (– Kirchwerder Hausdeich – Bf. Teufelsort – Zollenspieker)
30 Bergedorf Bf. – Mohnhof – Holtenklinke – Speckenweg – Horst – Borghorst – Altengamme
40 Bergedorf Süd – / (Bergedorf Bf. –) Lohbrügge – Boberg – Billstedt (– Hamburg Hbf.)
50 Bergedorf, Mohnhof – Wentorf (nur werktags vormittags und abends; 30-Min-Takt)
70 Bergedorf Bf. – Mohnhof – Holtenklinke – Börnsen Bf. – Escheburg Bf. (nur ein Fahrtenpaar werktags)
und0 Curslack Bf. → Achterschlag → Mohnhof → Bergedorf Bf. (nur Einzelfahrt sonntags mittags)
80 Stadtverkehr: (Bergedorf Süd Bf. –) Bergedorf/Lohbrügge Bf. – Lohbrügge – Boberger Landhaus
90 Lauenburg – Krütau – Lütau – Wangelau (nur Einzelfahrten werktags)
Nach Aufstockung des Fuhrparks wurden mit dem BGE-Fahrplan, gültig vom 14. Mai 1950, folgende Buslinien betrieben:
010 Hamburg Hbf. – Billstedt – Bergedorf – Mohnhof – Geesthacht (→ Edmundsthal) / (– Tesperhude) / – Schnakenbek – Lauenburg
020 Bergedorf Bf. – Schiefe Brücke – Kirchwerder Landweg – Howe – Warwisch / – Zollenspieker – Krauel (← Kiebitzbraak Bf.)
030 Bergedorf Bf. – Mohnhof – Holtenklinke – Horst – Borghorst – Altengamme (– Kiebitzbraak Bf.)
040 Hamburg – Billstedt – Boberg – Lohbrügge – Bergedorf Bf.
5/60 Bergedorf Bf. – Mohnhof – Wentorf – Reinbek Bf. – Glinde / – Schönningstedt (– Neu-Schönningstedt) / – Ohe
070 Bergedorf Bf. – Mohnhof – Holtenklinke (– Achterschlag – Curslack)
080 Stadtverkehr: Bergedorf Bf. – Lohbrügge (– Boberg)
090 Lauenburg, Posthof – Lütau – Wangelau (nur Einzelfahrten werktags, 1948)
100 Bergedorf Bf. – Vierlandenstr. – Schiefe Brücke – Fersenweg – Howe (ab 1953, Anschluss nach Fünfhausen)
110 Bergedorf Bf. – Krapphofschleuse – Neuengamme – Gefängnis / (– Kiebitzbraak Bf.)
120 Bergedorf Bf. – Oberer Landweg – Allermöhe – Reitbrook – Fünfhausen
130 Hamburg – Berliner Tor / (Klostertor) – Rothenburgsort – Tiefstack / (Billbrook ab 1952) – Moorfleet – Tatenberg – Ochsenwerder – Howe – Zollenspieker (– Krauel)
140 Bergedorf Bf. – Billwerder – Mittlerer Landweg Bf. – Allermöhe, Kirche
150 Ringlinie: Bergedorf Bf. → Mohnhof → Krankenhaus → Pfingstberg → Bergedorf Bf.
zu 15 Stadtverkehr: Bergedorf Bf. – Mohnhof – Krankenhaus – Sternwarte – Friedhof (nur sonn- und feiertags)
160 Stadtverkehr: Bergedorf Bf. – Lohbrügge, Röpraredder
170 Stadtverkehr: Bergedorf Bf. – Nettelnburg
Auf diesen Linien beförderte die BGE im Jahr 1950 mit 32 Bussen und 8 Personenanhängern 3,849 Millionen Fahrgäste.
Ab 1953 wurden Almex-Fahrscheindrucker eingesetzt. Im Bestand der BGE waren damals 47 Busse und 15 Anhänger, die zusammen mit den 8 Bussen und 9 Anhängern der am 1. September 1953 übernommenen Verkehrsbetriebe des Kreises Stormarn (VKSt) am 7. April 1954 von der Nachfolgegesellschaft Verkehrsbetriebe Hamburg-Holstein AG (VHH) übernommen wurde. Diese baute den Busbetrieb weiter aus.

## Eisenbahn 1933–1945
Nach der Machtübergabe an die Nationalsozialisten und im Zweiten Weltkrieg stieg die Produktion in den Fabriken von Krümmel und Düneberg wieder an und der Verkehr auf der BGE nahm kräftig zu. Arbeiterzüge fuhren damals von Krümmel bis Hamburg Hauptbahnhof durch. Die Deutsche Reichsbahn stellte teilweise dazu Fahrzeuge und Personal. Von der Vierländer Eisenbahn zweigte ein Anschlussgleis bei Curslack in das Konzentrationslager Neuengamme ab, zum Transport der Häftlinge vor allem zum Arbeiten in Hamburg, aber auch zum Transport der im KZ produzierten Güter zu den Auftraggebern, meist Firmen der Hansestadt.

## Eisenbahn nach Kriegsende
Nach der Befreiung 1945 wurden die Sprengstofffabriken geschlossen und demontiert. Hamsterfahrten und Pendlerverkehr führten zu verstärktem Personenverkehr. Anfang der 1950er Jahre wurden zwei neue Esslinger Triebwagen beschafft, die bis zum Hamburger Hauptbahnhof fuhren. Aber bald nahm der Personenverkehr von Jahr zu Jahr wieder ab. Diesen konnte der Omnibusbetrieb der BGE, der bereits am 15. Mai 1926 eröffnet und ständig erweitert worden war, übernehmen. Seine Linien führten schon vor dem Zweiten Weltkrieg über Bergedorf und Geesthacht hinaus bis nach Lauenburg.
Der Rechnungshof bemerkte in seinem Gutachten von 1949/1950 eine zunehmende Unrentabilität und empfahl u. a.:
- organisatorische Zusammenlegung der unter hamburgischen Einfluss stehenden Eisenbahnen Bergedorf-Geesthachter Eisenbahn AG (BGE), Eisenbahngesellschaft Altona-Kaltenkirchen-Neumünster AG (AKN) mit den Städtischen Bahnanlagen Hamburg-Altona
- Gesamtplanung der Verkehrseinrichtungen in den Einzugsgebieten dieser Bahnen
- betriebliche und finanzielle Reorganisation der Bahnen durch entsprechende Investierungen

Am 1. März 1952 wurde der Gesamtbetrieb auf der Marschbahn eingestellt, nachdem schon um 1950 zwischen Geesthacht und Krauel kaum noch Verkehr herrschte. Am 17. Mai 1953 endete der Personenverkehr auf der Vierländer Eisenbahn, während der Güterverkehr noch bis 1961 bestand. Am 1. September 1953 übernahm die BGE die Verkehrsbetriebe des Kreises Stormarn (VKSt), die den Restbetrieb der Südstormarnschen Kreisbahn und einige Buslinien in diesem Raum betrieb, und firmierte ab 7. April 1954 als Verkehrsbetriebe Hamburg-Holstein AG (VHH), die insbesondere den Busverkehr der beiden Vorgängerunternehmen weiterführt und -entwickelt.

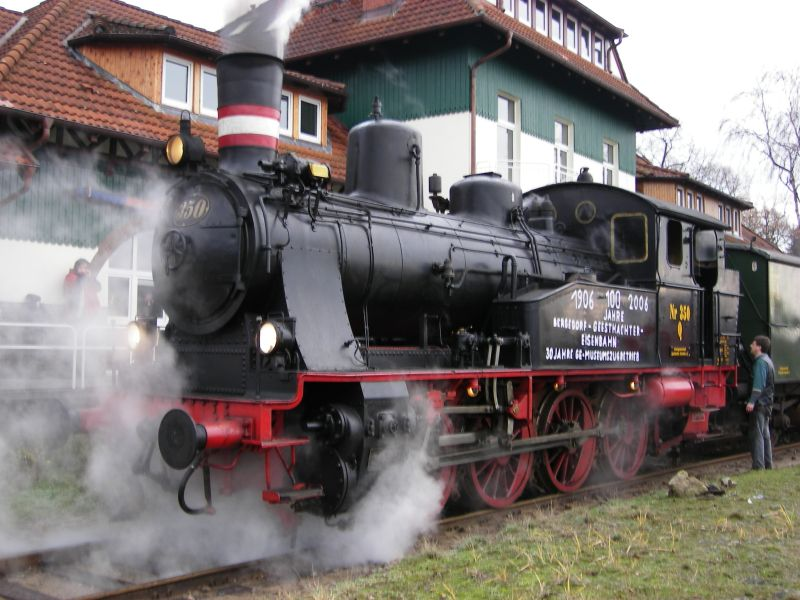
Für den Museumsbetrieb wird die dänische Dampflok der Baureihe DSB Q, Karoline, verwendet

Am 26. Oktober 1953 fuhr der letzte reguläre Personenzug von Bergedorf nach Geesthacht. Auf der Marschbahn und der Vierländer Bahn wurden die Gleise komplett abgebaut; auf der Geesthachter Strecke ist ein bescheidener Güterverkehr geblieben, der seit dem 1. Januar 1956 von der AKN durchgeführt wird. Auf und neben den Bahnhofsanlagen in Bergedorf Süd unterhält die VHH ihren wichtigsten Betriebshof mit Werkstätten, die immer wieder dem Bedarf angepasst wurden, wobei auch Geländeteile mit Gebäuden verkauft wurden.
Seit 1976 betreibt die in Geesthacht ansässige Arbeitsgemeinschaft Geesthachter Eisenbahn auf dieser Strecke einen Museumsdampfzugbetrieb, unter anderem mit originalen BGE-Wagen.
Anlässlich des 100-jährigen Jubiläums der Stadt Geesthacht wurden 2016 mit einem neuen Triebwagen der AKN Sonderfahrten durchgeführt. Im Jahr 2024 wurde Ähnliches zur Verleihung der Stadtrechte an Geesthacht vor 100 Jahren wieder veranstaltet. Dabei wurden erstmals auch wieder einzelne Fahrten von und zum Hamburger Hauptbahnhof durchgeführt. Zum Einsatz kamen je ein Fahrzeug des Typs Lint 54 und FLIRT Akku.

## Perspektive im 21. Jahrhundert
Die AKN wirbt zusammen mit Lokalpolitikern und dem Verkehrsverbund NAH.SH für eine Reaktivierung der ehemaligen BGE-Strecke für den Personenverkehr, wobei auch der Bahnhof Bergedorf Süd einbezogen werden soll. Vorgesehen ist dabei eine Anbindung an der S-Bahn-Station Nettelnburg, da die vormalige Verbindung zwischen den Bahnhöfen Bergedorf Süd und Bergedorf abgebaut wurde. Planungen zur Reaktivierung wurden vom Wirtschafts- und Verkehrsministerium Schleswig-Holsteins aufgenommen.
Im Landesweiten Nahverkehrsplan 2022 bis 2027 Schleswig-Holsteins ist die Reaktivierung der Strecke als Maßnahme mit noch offener Finanzierung ab 2027 vorgesehen. Dabei wird die Realisierung in zwei Stufen empfohlen, wobei die erste Stufe eine Regionalbahn zwischen Geesthacht und Hamburg-Bergedorf mit 20-minütiger Fahrtzeit vorsieht und die zweite Stufe eine Direktverbindung durch einen Regionalexpress zwischen Geesthacht und Hamburg Hauptbahnhof empfiehlt. Für den Betrieb der ersten Stufe wird eine nötige Gesamtinvestition von 74 Mio. Euro und jährliche Betriebskosten von 17 Mio. Euro angegeben. Auch im Koalitionsvertrag zwischen CDU und Grünen für die Legislaturperiode 2022 bis 2027 ist ein Vorantreiben der Reaktivierung in Zusammenarbeit mit der Stadt Hamburg festgehalten. 2025 gaben die Länder Hamburg und Schleswig-Holstein finanzielle Mittel für die Vorplanung frei.

## Erhaltene Fahrzeuge
- Dampflokomotiven: Lok 21 (heutiger Besitzer: Verein Braunschweiger Verkehrsfreunde)
- Packwagen: PPosti 36 (Verein Verkehrsamateure und Museumsbahn VVM)
- Personenwagen: Ci 11 (Arbeitsgemeinschaft Geesthachter Eisenbahn), Ci 14 (Arbeitsgemeinschaft Geesthachter Eisenbahn), Ci 26 (Verein Verkehrsamateure und Museumsbahn), Ci 27 (Arbeitsgemeinschaft Geesthachter Eisenbahn), Ci 35 (Arbeitsgemeinschaft Geesthachter Eisenbahn), Ci 47 (Arbeitsgemeinschaft Geesthachter Eisenbahn)
- Triebwagenbeiwagen: B1 (Arbeitsgemeinschaft Geesthachter Eisenbahn)
- Güterwagen: G 54 (Arbeitsgemeinschaft Geesthachter Eisenbahn)
- Esslinger Triebwagen B.G.E. T4, ME 1951/23385 (Nostalgie- und Touristikbahn Neckartal e. V.)